# St-Serein (Bethon)

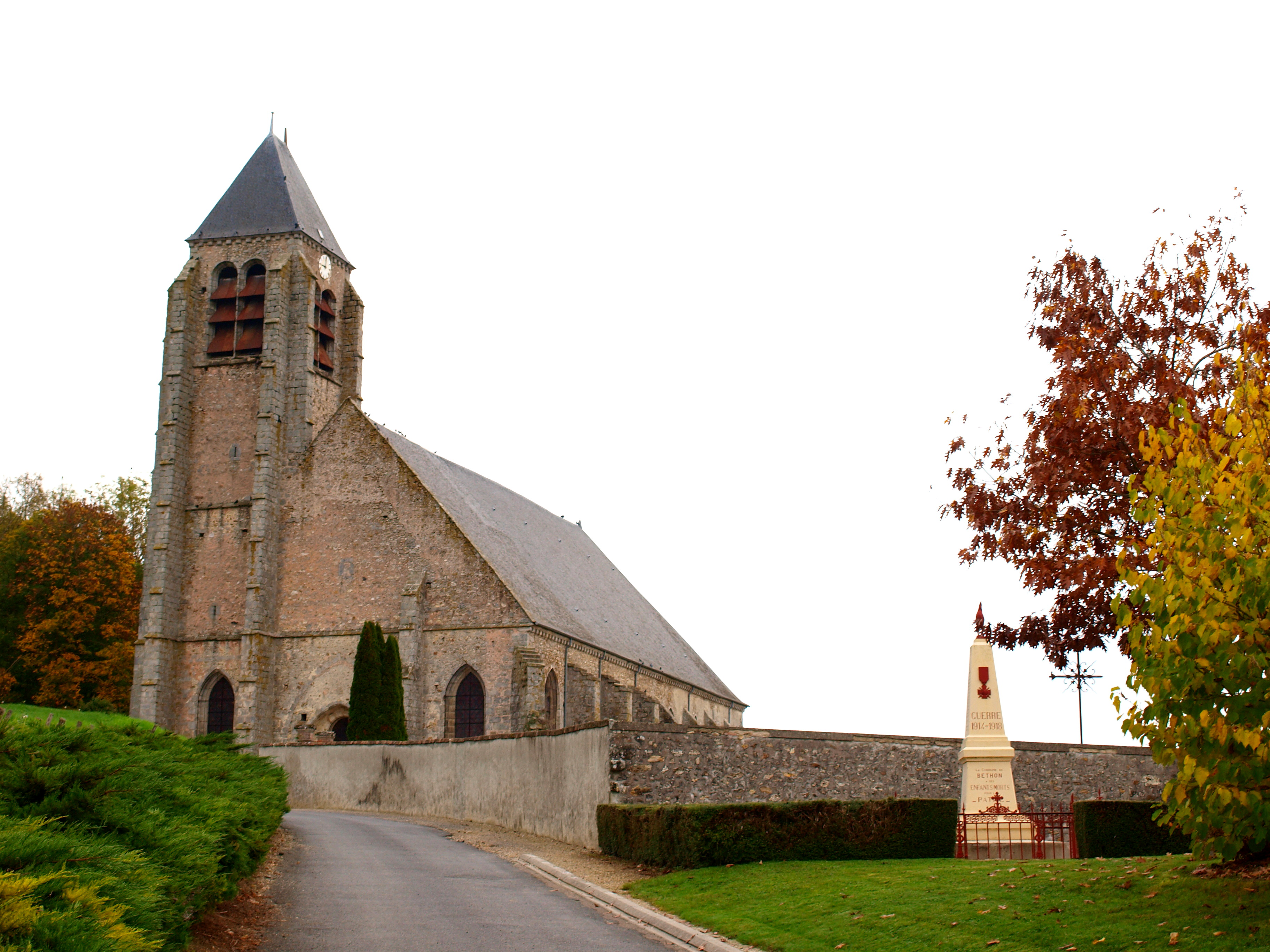
Kirche St-Serein in Bethon

Die katholische Kirche St-Serein in Bethon, einer französischen Gemeinde im Département Marne der Region Grand Est, wurde im 15. Jahrhundert errichtet und im 16. Jahrhundert im Flamboyantstil verändert. Die Kirche ist seit 1927 als Monument historique klassifiziert.
Die drei fast gleich hohen Schiffe werden von einem Gewölbe abgeschlossen. Der 37 Meter hohe Glockenturm auf quadratischem Grundriss mit Klangarkaden an allen Seiten überragt weithin sichtbar das Dorf. Die dreiseitig geschlossene Apsis besitzt Bleiglasfenster mit Heiligendarstellungen.

## Ausstattung
Vier Heiligenstatuen der Kirchenausstattung stehen auf der Denkmalliste.
Siehe auch: Liste der Monuments historiques in Bethon#Liste der Objekte